# Neopentura semifusca
Neopentura semifusca är en bäcksländeart som beskrevs av Joachim Illies 1965. Neopentura semifusca ingår i släktet Neopentura och familjen Gripopterygidae. Inga underarter finns listade i Catalogue of Life.